# Pomnik Mikołaja Zyblikiewicza w Krakowie
Pomnik Mikołaja Zyblikiewicza w Krakowie – pomnik przedstawiający Mikołaja Zyblikiewicza, zbudowany w 1887 roku w Krakowie, zaprojektowany przez Walerego Gadomskiego, znajdujący się na Placu Wszystkich Świętych obok Pomnik Józefa Dietla w Krakowie.

## Historia
Dla uznania zasług Mikołaja Zyblikiewicza, który był prezydentem Krakowa, zbudowano w 1887 roku na placu Wszystkich Świętych pomnik zaprojektowany przez Walerego Gadomskiego. Usunięto go w 1954 roku, jednakże ponownie odsłonięto go w 1985 roku.